# Brendan McFarlane
Brendan McFarlane   (Belfast, 1951 - 21 de febrer de 2025) va ser un membre de l'IRA Provisional, condemnat per l'atemptat del Bar Bayardo del 1975, i un dels protagonistes de la fugida de la presó de Maze del 1983.

## Biografia
McFarlane va néixer el 1951 en el si d'una família catòlica de Belfast. Els seus pares eren de Falls Road, però el 1952 es van traslladar a Ardoyne, al nord de la ciutat. Després de fer d'escolanet als passionistes de la parròquia de la Santa Creu d'Ardoyne, als 17 anys va ingressar en un seminari del nord de Gal·les. Mentre era de vacances a Belfast l'estiu del 1969, va viure l'esclat violent del conflicte nord-irlandès, que va afectar de ple barris com Ardoyne. McFarlane es va unir a l'IRA Provisional aquell mateix any, quan tenia 18 anys.

### Atemptat del Bar Bayardo
L'any 1976, McFarlane va ser condemnat a cadena perpètua en relació amb l'atac al Bar Bayardo d'Aberdeen Street, al districte protestant de Shankill Road de Belfast, que va matar cinc persones (tres homes i dues dones) i va ferir-ne més de 60 el 13 d'agost de 1975. El bar va ser atacat per la brigada de Belfast de l'IRA perquè suposadament era sovintejat per un membre de la Ulster Volunteer Force (UVF), una organització paramilitar lleialista. Segons el periodista Peter Taylor, aquell atemptat de l'IRA va ser una represàlia pels assassinats de la Miami Showband, el 31 de juliol de 1975, que va provocar la mort a trets de tres músics a mans d'un escamot lleialista.

### Presó de Maze
McFarlane va ser una destacat membre de l'IRA durant la seva estada i fugida de la presó de Maze. Va protagonitzar un primer intent de fugida vestit de sacerdot l'any 1978, però no va reeixir. Aquell any es va unir a la dirty protest, una protesta per part de presos republicans irlandesos contra la retirada de l'estatus especial que tenien a la presó. McFarlane va ser Officer Commanding (OC) de l'IRA durant la vaga de fam de 1981, en què van morir 10 presos republicans irlandesos, fets que el van marcar fortament. McFarlane va ser un dels líders de la Gran Fugida de 38 presos republicans el 1983, en què un oficial de la presó va morir d'un atac de cor. Quinze homes de l'IRA van ser capturats fora de la presó, quatre van ser capturats més tard aquell dia, 19 van fugir, i tres no van ser trobats. McFarlane va aconseguir travessar la frontera de la República d'Irlanda i fugir, després d'haver ocupat amb altres fugitius una granja prop de Dromore, al Comtat de Down, i prendre els residents com a ostatges.

### Segrest de Don Tidey
McFarlane va ser acusat d'haver segrestat prop de Dublín l'executiu d'una cadena de supermercats, Don Tidey, el desembre de 1983, en el marc d'una campanya de recaptació de fons de l'IRA. El segrest de Tidey va durar 23 dies fins que va ser alliberat per la Garda Síochána, després d'un tiroteig al comtat de Leitrim en què van morir dos agents irlandesos i els membres de l'IRA van fugir. El 16 de gener de 1986, McFarlane va ser detingut als Països Baixos juntament amb el seu company d'evasió Gerry Kelly, i posteriorment extradit a Irlanda del Nord. Va obtenir la llibertat condicional el 1997. El 1998 va ser detingut i posteriorment acusat en relació al segrest de Don Tidey, però va ser absolt el 2008.